# Coom
Das Coom, auch Coomb, Comb oder Cornock, war ein englisches Volumenmaß für ausschließlich trockene Waren, die gestrichen gemessen werden konnten. Es war ein Getreidemaß.
Die Maßkette war
- 1 Coom = 4 Bushels (Scheffel) = 16 Pecks = 32 Gallons = 64 Pottles = 128 Quarts = 256 Pints = 1024 Gills
- 1 Quarter = 2 Cooms (Combs)
- 1 Coom = 7327 Pariser Kubikzoll = 145 1/5 Liter[2]